# 博洛特尼亞 (利維夫州)
49°33′10″N 24°41′3″E / 49.55278°N 24.68417°E
博洛特尼亞（羅馬化：Bolotnia）是烏克蘭的村莊，位於該國西部利維夫州，由利維夫區佩列梅什利亞內市鎮負責管轄，處於博洛特尼亞河畔，始建於1442年，面積2.99平方公里，2001年人口679。